# Anders Ljungberg
Anders Ljungberg (1947. július 12. –) válogatott svéd labdarúgó, középpályás, edző.

## Pályafutása

### Klubcsapatban
1967–68-ban a Malmö FF, 1969 és 1971 között az Åtvidaberg FF, 1972 és 1979 között ismét a Malmö FF, 1979-ben a Landskrona BoIS, 1979 és 1981 között az Örebro SK labdarúgója volt. 1981–82-ben az IFK Malmö csapatában fejezte be az aktív játékot. A Malmö FF csapatával négy svéd bajnoki címet és öt kupagyőzelmet szerzett. Tagja volt az 1978–79-es idényben BEK-döntős együttesnek. Az Åtvidaberg FF csapatával kétszeres svédkupa-győztes volt.

### A válogatottban
1971 és 1977 között nyolc alkalommal szerepelt a svéd válogatottban és egy gólt szerzett.

### Edzőként
1995–96-ban a Landskrona BoIS vezetőedzőjeként dolgozott.

## Sikerei, díjai
Malmö FF
- Svéd bajnokság (Allsvenskan)
  - bajnok (4): 1967, 1974, 1975, 1977
- Svéd kupa (Svenska Cupen)
  - győztes (5): 1967, 1973, 1974, 1975, 1978
- Bajnokcsapatok Európa-kupája (BEK)
  - döntős: 1978–79
- Interkontinentális kupa
  - döntős: 1979

 Åtvidaberg FF
- Svéd kupa (Svenska Cupen)
  - győztes (2): 1970, 1971

## Statisztika

### Mérkőzései a svéd válogatottban
| Svédország | Svédország           | Svédország                   | Svédország    | Svédország | Svédország | Svédország       | Svédország | Svédország         |
| #          | Dátum                | Helyszín                     | Hazai         | Eredmény   | Vendég     | Kiírás           | Gólok      | Esemény            |
| ---------- | -------------------- | ---------------------------- | ------------- | ---------- | ---------- | ---------------- | ---------- | ------------------ |
| 1.         | 1969. február 18.    | Tel-Aviv, Bloomfield stadion | Izrael        | 2 – 3      | Svédország | barátságos       | -          | 70'                |
| 2.         | 1971. augusztus 8.   | Malmö, Malmö Stadion         | Svédország    | 3 – 0      | Norvégia   | Északi bajnokság | -          |                    |
| 3.         | 1974. szeptember 4.  | Stockholm, Råsunda Stadion   | Svédország    | 1 – 5      | Hollandia  | barátságos       | -          | 46'                |
| 4.         | 1974. október 13.    | Pozsony, Tehelné pole        | Csehszlovákia | 4 – 0      | Svédország | barátságos       | -          |                    |
| 5.         | 1975. szeptember 25. | Malmö, Malmö Stadion         | Svédország    | 0 – 0      | Dánia      | Északi bajnokság | -          |                    |
| 6.         | 1976. augusztus 11.  | Malmö, Malmö Stadion         | Svédország    | 6 – 0      | Finnország | Északi bajnokság | 1          | 39' (11-esből) 46' |
| 7.         | 1976. október 9.     | Bázel, St. Jakob stadion     | Svájc         | 1 – 2      | Svédország | vb-selejtező     | -          | 82'                |
| 8.         | 1977. április 27.    | Glasgow, Hampden Park        | Skócia        | 3 – 1      | Svédország | barátságos       | -          | 65'                |
|            | Összesen             |                              |               | 8          | mérkőzés   |                  | 1          | gól                |